# Economia di Malta

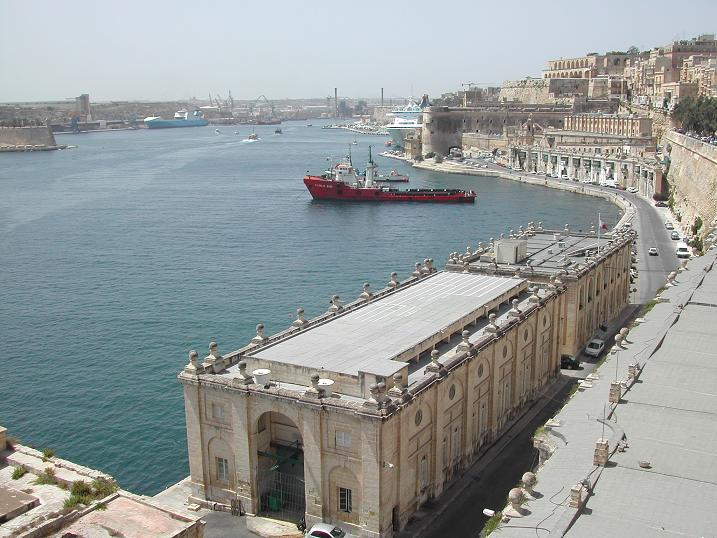
Il porto

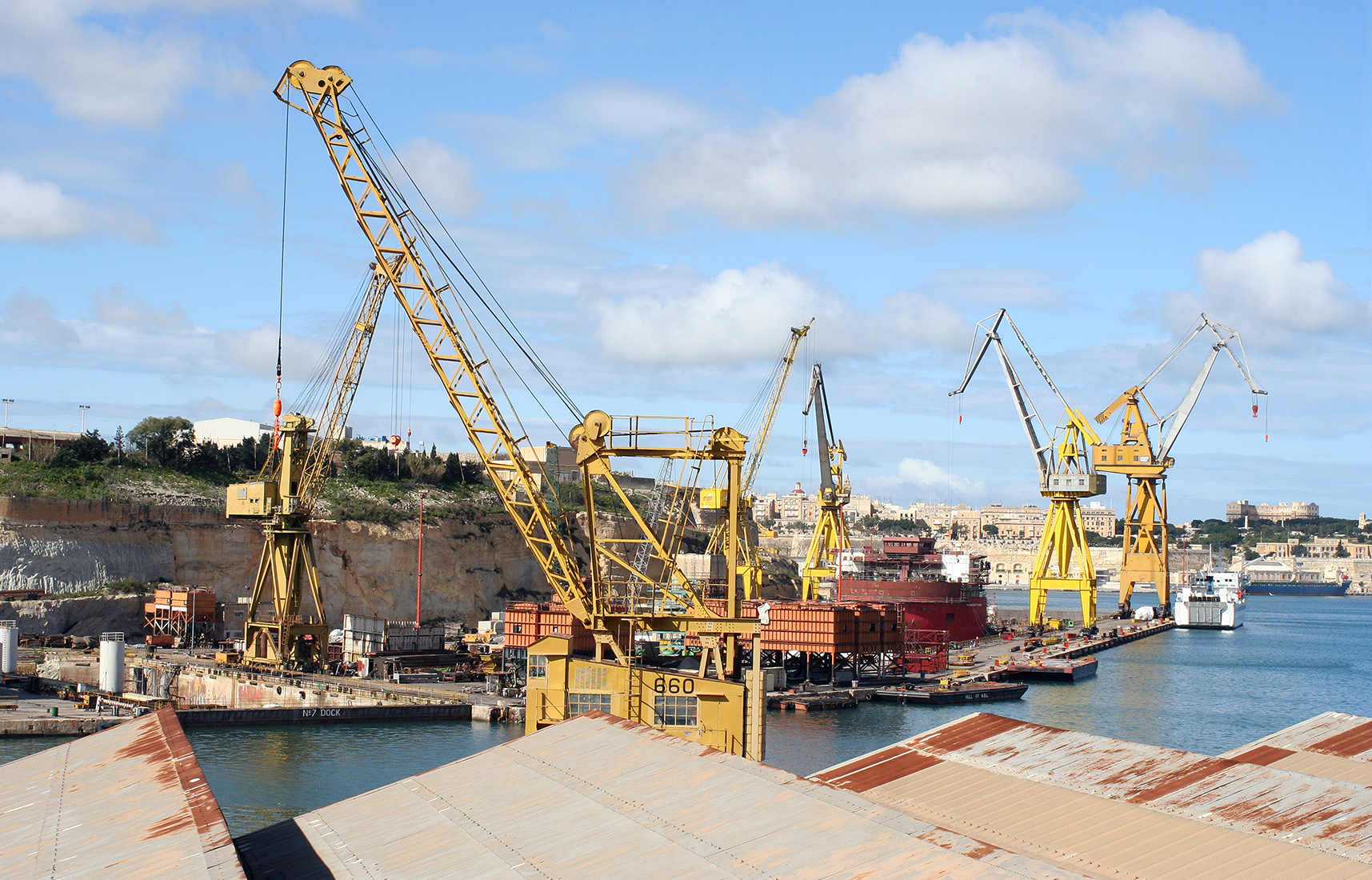
il Porto Grande

L'economia di Malta rientra tra le economie avanzate dell'Europa meridionale.

## Storia
Fino al 1800 Malta aveva ben poche attività produttive, fatta eccezione per la coltivazione e lavorazione del cotone e del tabacco e per l'industria navale. I cantieri navali vennero poi utilizzati dalla marina britannica. 
Nel 1869 l'apertura del Canale di Suez dette una notevole spinta all'economia dell'isola che divenne uno scalo importante per le navi in rotta per l'oriente.
Alla fine del XIX secolo l'economia iniziò però a declinare.

## Settori trainanti
L'agricoltura contribuisce in minima parte alla formazione del PIL, anche a causa delle scarsità delle risorse idriche e della conformità del terreno.
Tale contrazione del settore agricolo trova spiegazione dalla speculare crescita del settore finanziario e delle telecomunicazioni.
Importanza storica ha sempre rivestito il settore manifatturiero (in particolare tessile e cantieristica) e dal turismo.

### Il turismo
Il settore turistico resta a tutt'oggi l'elemento fondamentale dell'economia maltese, andando ad occupare il 15% del PIL ed il 17% della forza lavoro.

### Il gioco d'azzardo online
Negli ultimi anni, è inoltre andato crescendo il peso del settore del gioco d'azzardo online per l'economia dell'isola. Stime del 2022 hanno calcolato nel 12% del prodotto interno lordo il contributo dell'industria del gioco all'economia maltese.

## Economia monetaria
Il paese ha adottato l'euro il 1º gennaio 2008, che ha sostituito la lira maltese.